# Couvent des Cordeliers d'Angers
Pour les articles homonymes, voir Couvent des Cordeliers et Cordeliers.
L'ancien couvent des Cordeliers d'Angers appelé également ancien couvent des Cordeliers de la Baumette ou ancient Couvent de la Baumette, est un édifice religieux fondé au XVe siècle par le roi René et situé à la limite sud de la commune d'Angers.

## Historique

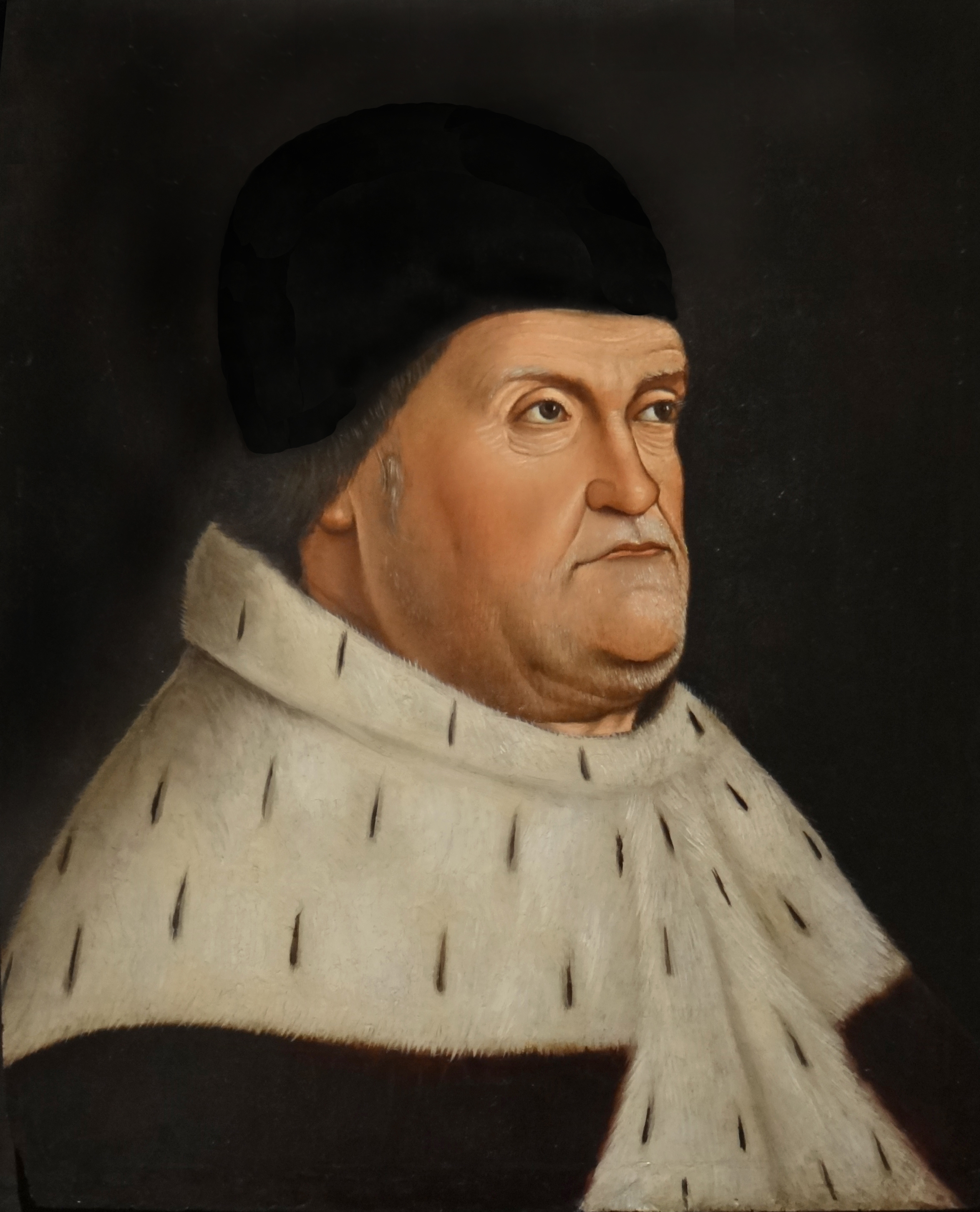
Le bon roi René, comte d'Anjou et de Provence

Le Roi René était duc d'Anjou et comte de Provence, et à ce titre, se rendait régulièrement en Provence. Il allait se recueillir dans la grotte du massif de Sainte-Baume consacrée à Sainte-Madeleine. De retour à Angers, le Roi René trouva certaines ressemblances entre le roc de la Sainte-Baume et le roc de Chanzé situé au sud d'Angers sur la Maine. Il décida d’y construire un monastère voué à Sainte Marie Madeleine et qu’il appela "La Baumette", c’est-à-dire la petite Baume.
Le roi René posa la première pierre le 25 novembre 1452. Les bâtiments furent achevés le 30 août 1454. Les lettres de fondation datent du 30 janvier 1456, quand les Cordeliers s'y installèrent à la demande du roi René. Elles furent confirmées par les bulles du Pape Paul II du 6 décembre 1467.
Les Cordeliers étaient déjà présents à Angers depuis le XIIIe siècle. Leur domaine se situait en centre-ville, rue des Cordeliers et cours des Cordeliers. Le roi René y fit édifier la chapelle de Saint-Bernardin, afin d'y déposer, une fois mort, le reliquaire contenant son cœur. Vendue lors de la Révolution française, la chapelle Saint-Bernardin fut détruite en 1794.
En 1596, les moines cordeliers furent remplacés par les moines récollets. Ces derniers y restèrent jusqu'à la Révolution française. 
Lors de la Révolution française, le couvent fut vendu comme bien national.
En 1841, les bâtiments furent restaurés et cette restauration permit de découvrir des décors peints sur l'édifice religieux, parmi lesquels des œuvres de grande qualité, telle la "Vierge de Pitié", riche en couleurs.

## Description

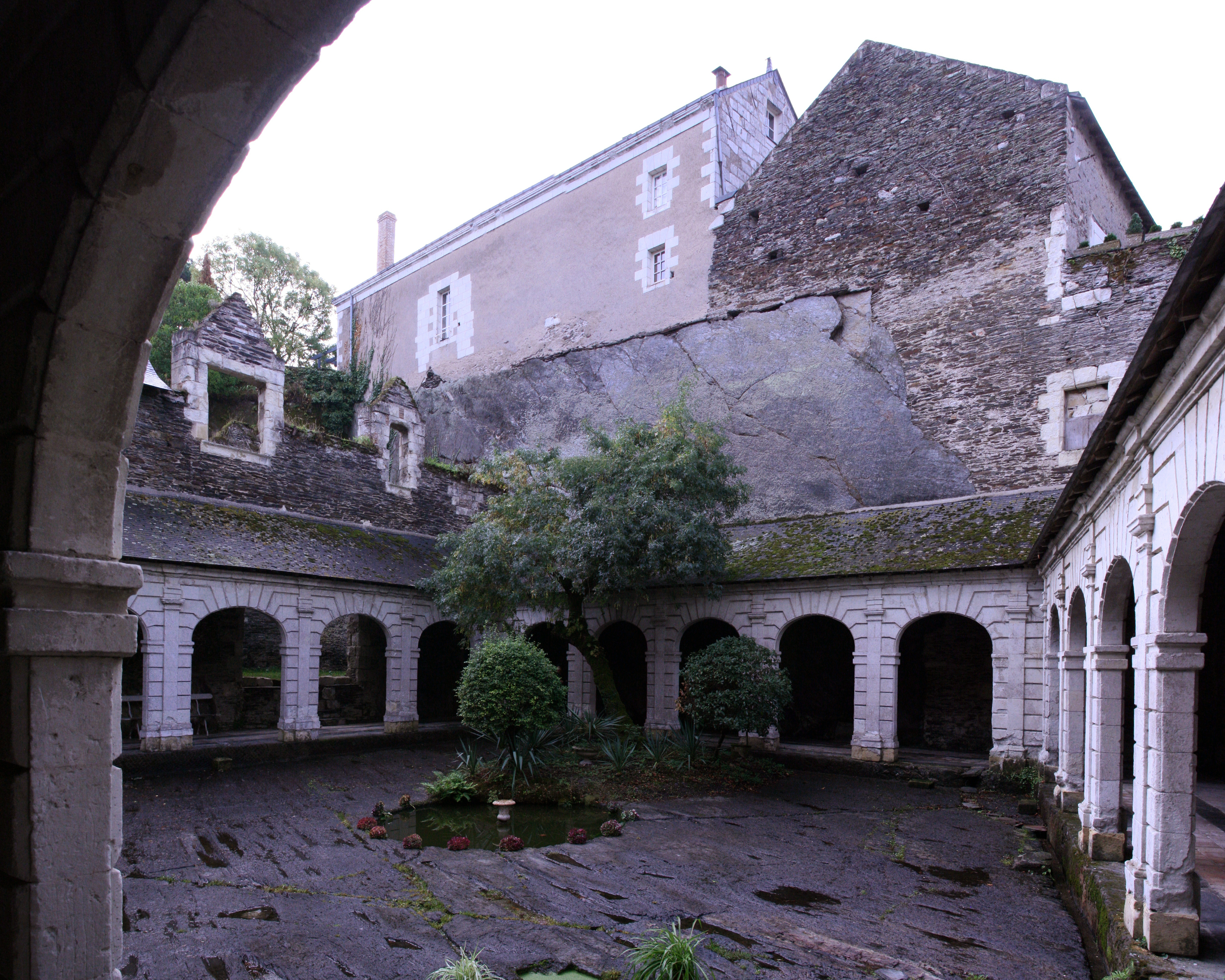
Le cloître en ardoise du couvent.

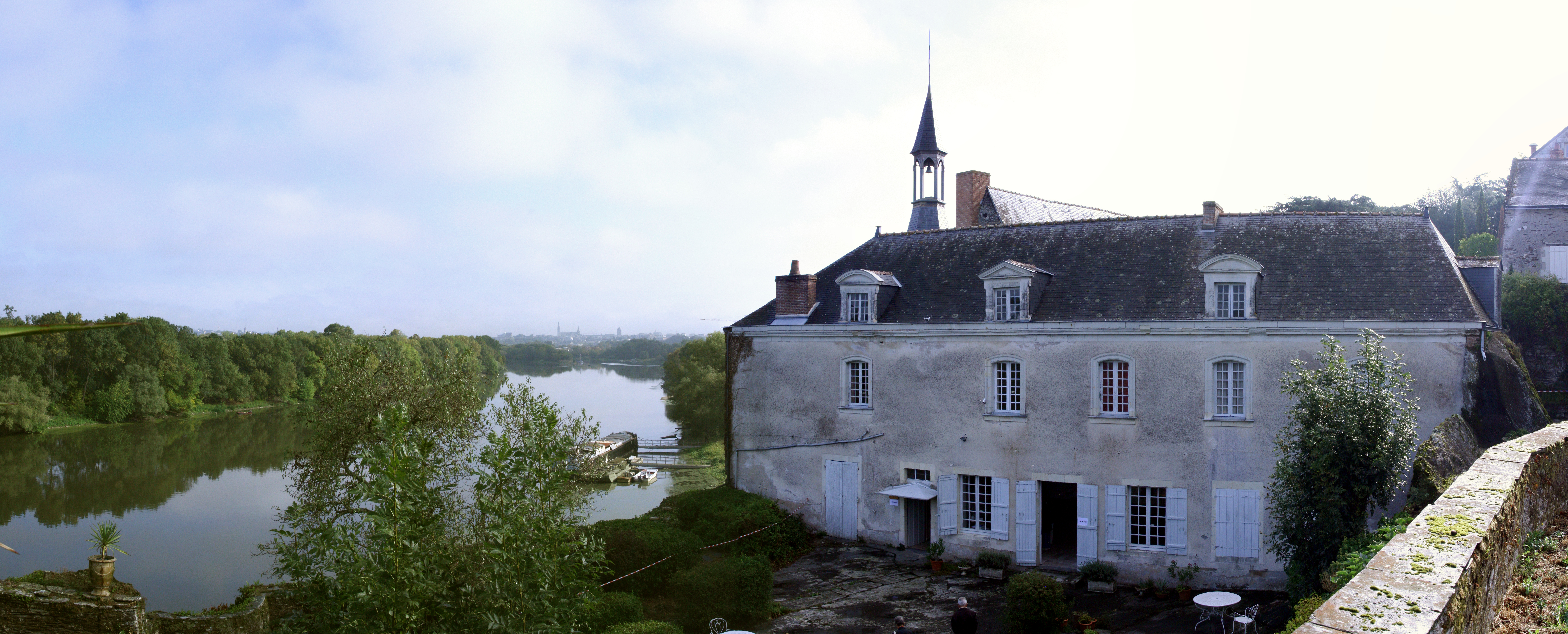
Le couvent et la Maine vus en direction d'Angers.

Le corps de logis comporte une dizaine de pièces de grande taille, toutes d'origine, dont : réfectoire, cuisine, cave, buanderie.
Le couvent possède un cloître du XVIIIe siècle, une chapelle du XVe siècle possédant encore une voûte en châtaignier d'origine, et un autel du XVIIe siècle, offert par le maréchal de Brissac. À l'extérieur prennent places, une cour intérieure, un ancien cimetière jouxtant les bâtiments, ainsi que des jardins en terrasse taillés dans le schiste du Roc de Chanzé avec des bassins et puits.

## Personnages célèbres

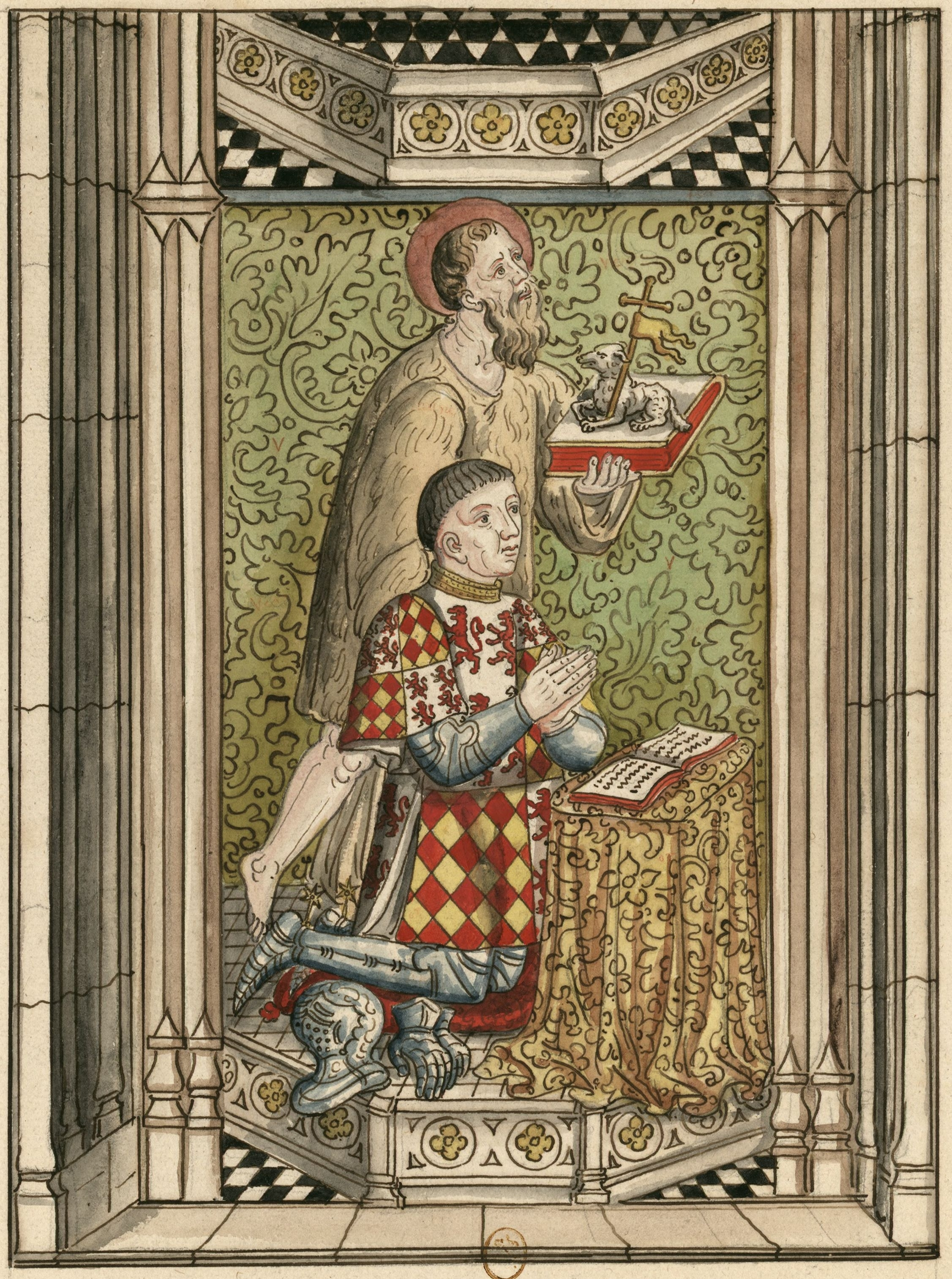
Relevé d'un vitrail de l'église représentant Jean le Baptiste et Louis de Beauvau.

Bruneau de Tartifume, chroniqueur angevin relate dans ses écrits que François Rabelais fut novice au couvent des Cordeliers de la Baumette, de 1510 à 1520. Rabelais, lui-même, en parle dans Gargantua (« je scay des lieux, à Chinon, à La Balmette et ailleurs, ou l’étable se trouve au plus haut du logis »). En effet, l’étable et la cave qui lui fait suite, sont creusées dans le roc de Chanzé, à un niveau supérieur aux habitations.
Geoffroy d'Estissac, dont le secrétaire particulier était Rabelais, y résida également.
Le célèbre poète Joachim du Bellay fut également un habitué des lieux.
En 1598, le roi de France Henri IV, résidant à Angers lors de la préparation de l'édit de Nantes, vint entendre les vêpres au couvent de La Baumette.

## Protection
En 1946, le couvent des Cordeliers de la Baumette est classé au patrimoine des Monuments historiques.

## Littérature
Le comte d’Helemont trouve refuge dans ce couvent, dans la nouvelle L’amant rival et confident de lui-même de Madeleine-Angélique de Gomez.

## Époque contemporaine
De nos jours, l'ancien couvent des Cordeliers est un lieu en grande partie réhabilité. Le bâtiment principal est utilisé comme lieu d'expositions artistiques et culturelles.